# Бетил

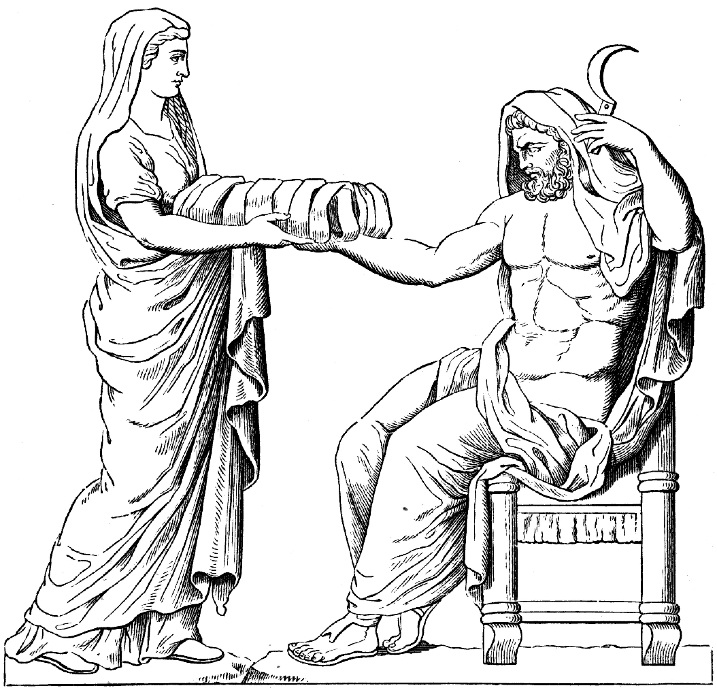
Рея дає Кроносу сповитий камінь (який він проковтнув замість Зевса)

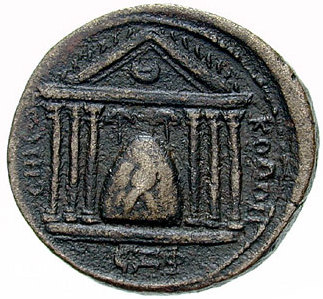
Емеський храм бога Сонця Елаґабала з бетилом у центрі. Римська монета 3 ст. Н. Е.

Бетил(ь) (івр. בֵּית־אֵל Beith-el — дім божества) — в давній Греції камінь-фетиш, що вважався житлом божества. Слово семітського походження, і сам культ походить з Близького Сходу. Аналоги в біблійній і мусульманської традиції — Драбина Якоба, а також Кааба в Мецці.
У Греції був найшанованіший Омфал — бетил поблизу храму Аполлона в Дельфах; він вважався тим самим каменем, який Кронос проковтнув замість немовляти Зевса.
В імператорському Римі шанувався камінь на честь Матері всіх богів (Кібела). У часи Елаґабала до Риму доставлений чорний камінь бога Сонця, який був відправлений назад до Емеси після вбивста імператора та відміни культу.
Фінікійсько-Карфагенський культ бетилів зберігався в Північній Африці і після прийняття християнства; як з гнівом згадує про це Святий Августин.